# Oliveira da Figueira
El señor Oliveira da Figueira es un personaje ficticio de las historietas de la serie Las aventuras de Tintín, del dibujante belga Hergé.
El señor Oliveira es un vendedor oriundo de Lisboa que aparece por vez primera en la aventura Los cigarros del faraón, pregonando su mercancía en medio del desierto del ficticio país de Khemed. Dotado de una gran facilidad de convicción para la venta, consigue vender a Tintín un montón de objetos inútiles, así como a los beduinos que aparecen de los cuatro puntos del desierto al oír sus altavoces. Se establece desde entonces en Khemed, donde Tintín se lo encontrará otras dos veces: en Tintín en el país del oro negro y en Stock de coque. Estará siempre dispuesto a ayudar al protagonista y a invitarle a un vino de Oporto. En Las joyas de la Castafiore será uno de los primeros en felicitar al Capitán Haddock por su supuesto matrimonio con la soprano Bianca Castafiore.
- Datos: Q3299921